# Mycodrosophila ohbai
Mycodrosophila ohbai är en tvåvingeart som beskrevs av Addison Wynn och Masanori Joseph Toda 1990. Mycodrosophila ohbai ingår i släktet Mycodrosophila och familjen daggflugor.
Artens utbredningsområde är Myanmar. Inga underarter finns listade i Catalogue of Life.